# Джйотірішвар Тхакур
Джйотірішвар Тхакур (англ. Jyotirishwar Thakur або Kaviśekharācārya Jyotirīśvara Ṭhākura; 1290 - 1350) був індуським поетом та письменником, що писав на санскриті і вперше використав мову майтгілі, чим й прославився в своєму найвідомішому творі «Варна Ратнакара» (Varṇa Ratnākara).

## Життєвий шлях
Джйотірішвар Тхакур був сином Рамешвара(Rāmeśvara) й онук Дгірешвара (Dhīreśvara). Він був придворним поетом короля Нарісімгадева (King Harisimhadeva) з Карната (Karnata) в династії королів Мітхіла, який правив з 1300 до 1324 року.

## Творчі здобутки (що дійшли до нас)
Його найгучніша робота написана мовою майтгілі в 1324 році - «Варна Ратнакара», яка являє собою «енциклопедичний» твір в прозі. Ця робота містить описи різних речей-предметів і побутових та історичних ситуацій того часу й  вона дає цінну інформацію про життя і культуру середньовічної Індії. The text is divided into seven Kallola s (думок): Nagara Varṇana , Nāyikā Varṇana , Asthāna Varṇana , Ṛtu Varṇana , Prayāṇa Varṇana , Bhaṭṭādi Varṇana and Śmaśāna Varṇana . Текст складається з семи Каллолас Kallola S (думки): Наґара Варнара (Nagara Varṇana), Найїка Варнана (Nāyikā Varṇana), Астгана Варнана (Asthāna Varṇana), Рту Варнана (Ṛtu Varṇana), Прайяна Варнана (Prayāṇa Varṇana), Бгаттаді Варнана (Bhaṭṭādi Varṇana) і Смасана Варнана (Śmaśāna Varṇana). Неповний список з 84 сіддгів зустрічається в тексті, тоді як нам в деталях відомі всього лише 76 їх імен. Манускрипт цього тексту зберігся в будинку «Азійського суспільства» (Asiatic Society) в Колкаті (під 4834 реєстровим номером) .
Його ж основні твори написані на санскриті: написана в 1320 році - Дхурта Самаґама (Dhūrta Samāgama), ще має назву «зустріч Шахраїв», яка являє собою дво-актову комедію «Прагасана» (Prahasana). В цій виставі головний контекст відноситься до суперечностей між релігійними адептом Вішванагара (Viśvanagara) і його учнем Дуракара (Durācāra) через прекрасну куртизанку Ананґасену (Anaṅgasenā) яку Брахмін-звабник Асаджатімісра Asajjātimiśra знизослав на них . Абеткові символи у цій виставі писані на санскриті, та частково поступається (взаємозамінюються-доповнюються) символами-пракріті (мови майтгілі) та ще й пісні записані на майтгілі.
Джйотірішвар Тхакур свою іншу роботу на санскриті, під назвою «Панкасаяка» (Pañcasāyaka) або ще відома за йменням «п'ять стріл», він написав в п'яти частинах і присвятив темами, які перегукуються з іншими, гучно відомим виданням, «Камасутра» (Kāmaśāstra). 